# Camerún en los Juegos Paralímpicos de Río de Janeiro 2016
Camerún estuvo representado en los Juegos Paralímpicos de Río de Janeiro 2016 por un deportista masculino. El equipo paralímpico camerunés no obtuvo ninguna medalla en estos Juegos.